# 50724 Elizabethbrown
50724 Elizabethbrown este o planetă minoră (asteroid) din centura de asteroizi. A fost descoperită pe 3 martie 2000 la Catalina Station⁠(d) de Catalina Sky Survey. 
Obiectul prezintă o orbită caracterizată de o semiaxă mare de 2,5773833507577 UAi, o excentricitate de 0,19013959407195, o înclinație de 4,6689577648368 ° în raport cu ecliptica.